# Cubjac-Auvézère-Val d’Ans
Cubjac-Auvézère-Val d’Ans ist eine französische Gemeinde mit 1.116 Einwohnern (Stand 1. Januar 2022) im Département Dordogne in der Region Nouvelle-Aquitaine (vor 2016 Aquitaine). 
Sie entstand mit Wirkung vom 1. Januar 2017 als Commune nouvelle durch Zusammenlegung der bis dahin selbstständigen Gemeinden Cubjac, La Boissière-d’Ans und Saint-Pantaly-d’Ans, die in der neuen Gemeinde den Status einer Commune déléguée besitzen. Hauptort und Sitz des Rathauses (mairie) ist Cubjac.

## Lage und Klima
Die drei Orte der Gemeinde liegen ca. 20 bis 25 km (Fahrtstrecke) östlich von Périgueux bzw. ca. 85 bis 90 km südwestlich von Limoges im Tal der Auvézère bzw. des Flüsschens Ans in Höhen von ca. 100 bis 150 m. Das Klima ist gemäßigt; Regen (ca. 900 mm/Jahr) fällt übers Jahr verteilt.
| Orte                | ehem. INSEE-Code | Fläche (km²) | Höhe (m) | Einw. 1851 | Einw. 1901 | Einw. 1954 | Einw. 2014 |
| ------------------- | ---------------- | ------------ | -------- | ---------- | ---------- | ---------- | ---------- |
| Cubjac              | 24147            | 20,62        | 115      | 1.206      | 1.027      | 635        | 729        |
| La Boissière-d’Ans  | 24047            | 8,33         | 135      | 342        | 380        | 214        | 224        |
| Saint-Pantaly-d’Ans | 24475            | 10,61        | 125      | 399        | 407        | 240        | 149        |

## Bevölkerungsentwicklung
| Jahr      | 1851 | 1901 | 1954 | 2014 |
| Einwohner | 1947 | 1814 | 1089 | 1102 |

Der kontinuierliche Bevölkerungsrückgang im 20. Jahrhundert ist im Wesentlichen auf die Mechanisierung der Landwirtschaft, die Aufgabe von bäuerlichen Kleinbetrieben, den daraus resultierenden Verlust von Arbeitsplätzen und die Abwanderung vieler Dörfler in die Städte zurückzuführen.

## Wirtschaft
Die Gemeinde ist immer noch in hohem Maße landwirtschaftlich orientiert, wobei auch die Viehzucht eine beträchtliche Rolle spielt. In den Orten selber haben sich Handwerker und Kleindienstleister aller Art angesiedelt. Im 18. und 19. Jahrhundert gab es im waldreichen Pays d’Ans eine bedeutende Metallindustrie.

## Geschichte
Die Gemeinde wurde zum 1. Januar 2017 gegründet.

## Sehenswürdigkeiten
Cubjac
- Die dreischiffige Église Notre-Dame-de-l'Assomption ist der Himmelfahrt Mariens geweiht. Der Bau wurde im 19. Jahrhundert an der Stelle einer mittelalterlichen Kirche errichtet, von der noch das Portal erhalten blieb.
- Mehrere Herrensitze (Castel de Puy-ol-Faure, Château de la Borie, Chartreuse du Maine; Château du Rozier, Château de la Sudrie und Manoir de la Faurie) wurden im 19. Jahrhundert um- oder neugebaut. Die mittelalterlichen Teile befinden sich meist in Ruinen.
- Die Brücke über die Auvézère wurde ebenfalls im 19. Jahrhundert – jedoch nach Plänen des Architekten Nicolas Rambourg aus dem Jahr 1643 – neu gebaut.

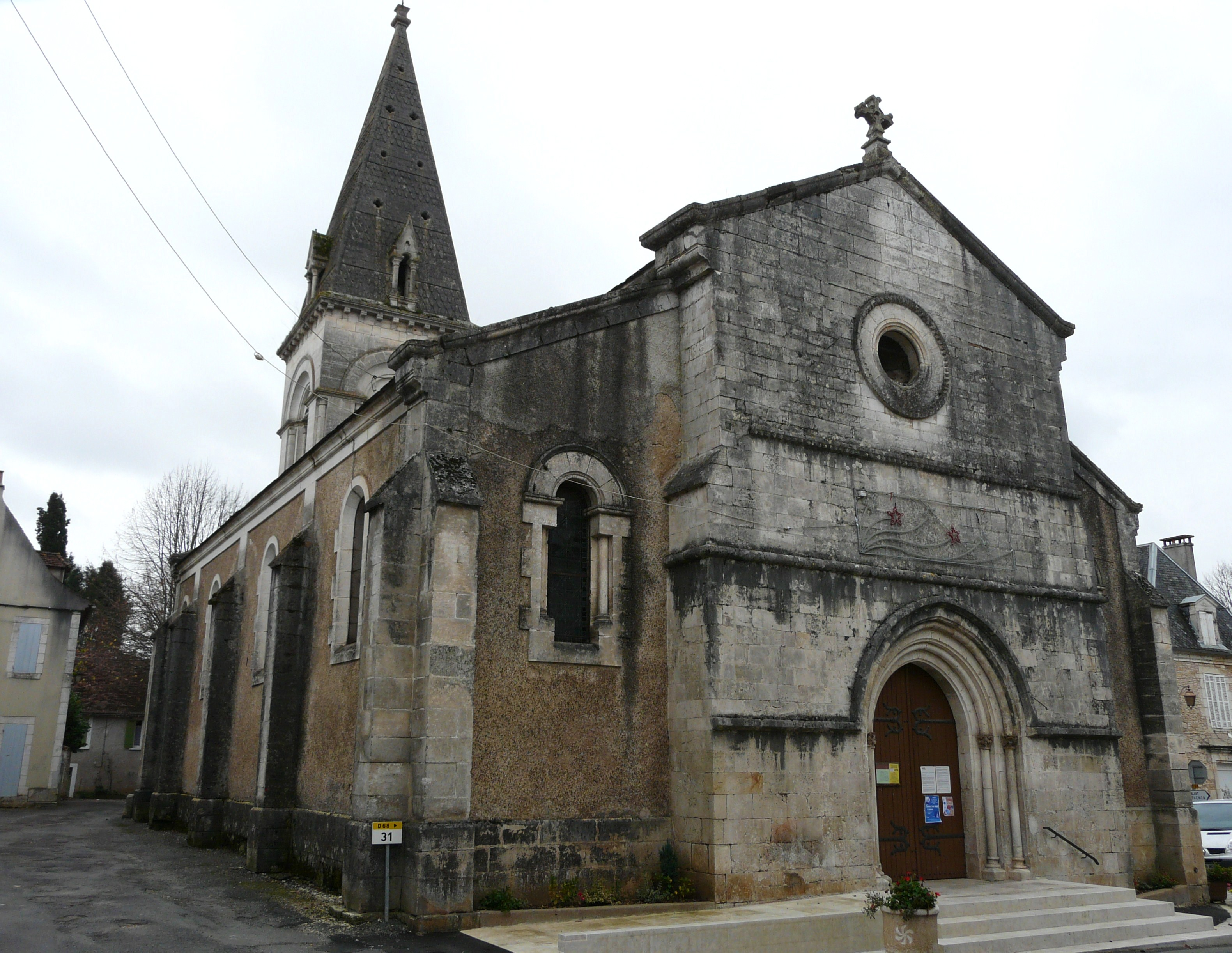
Église Notre-Dame-de-l'Assomption
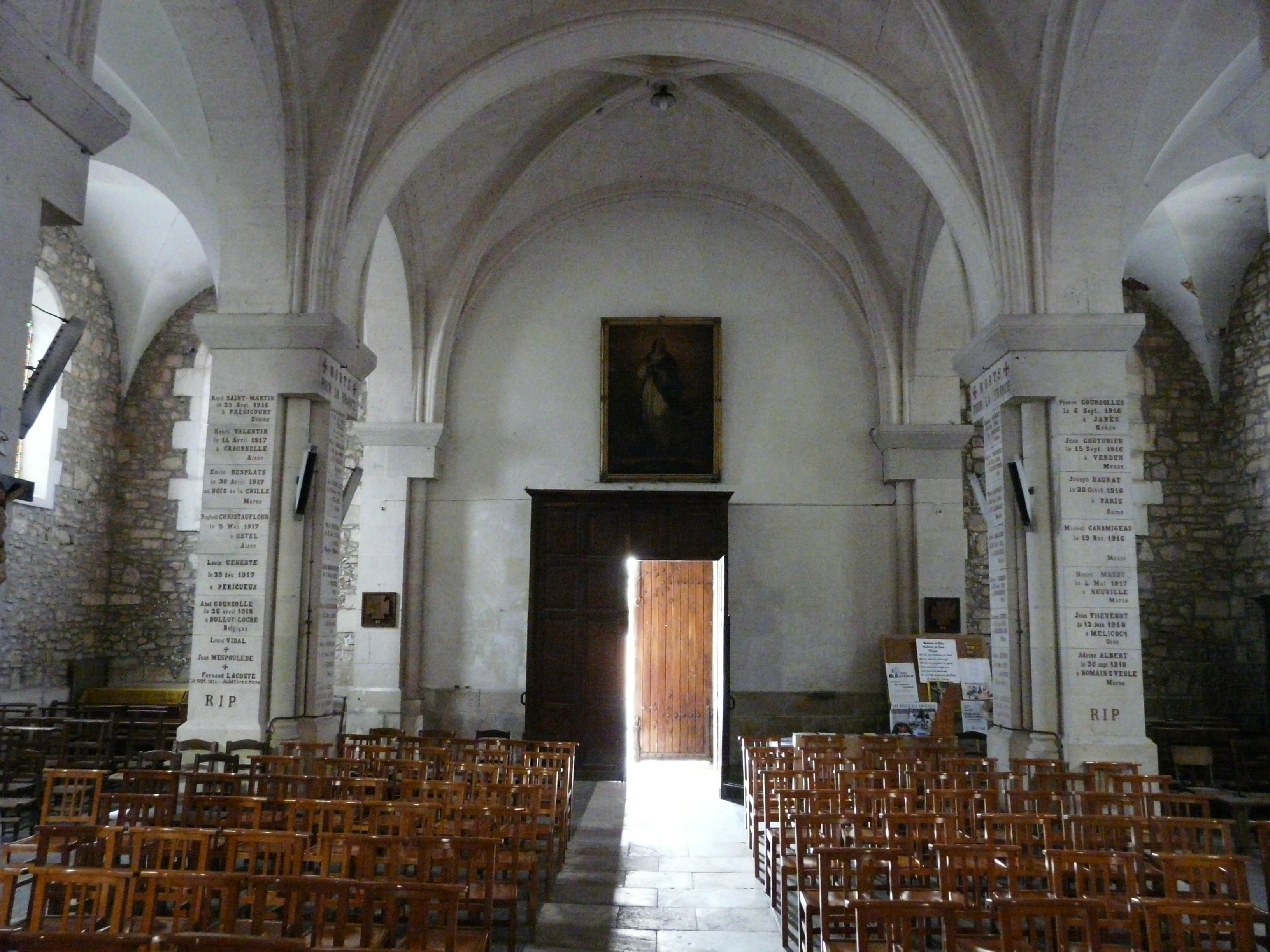
Kirchenschiff
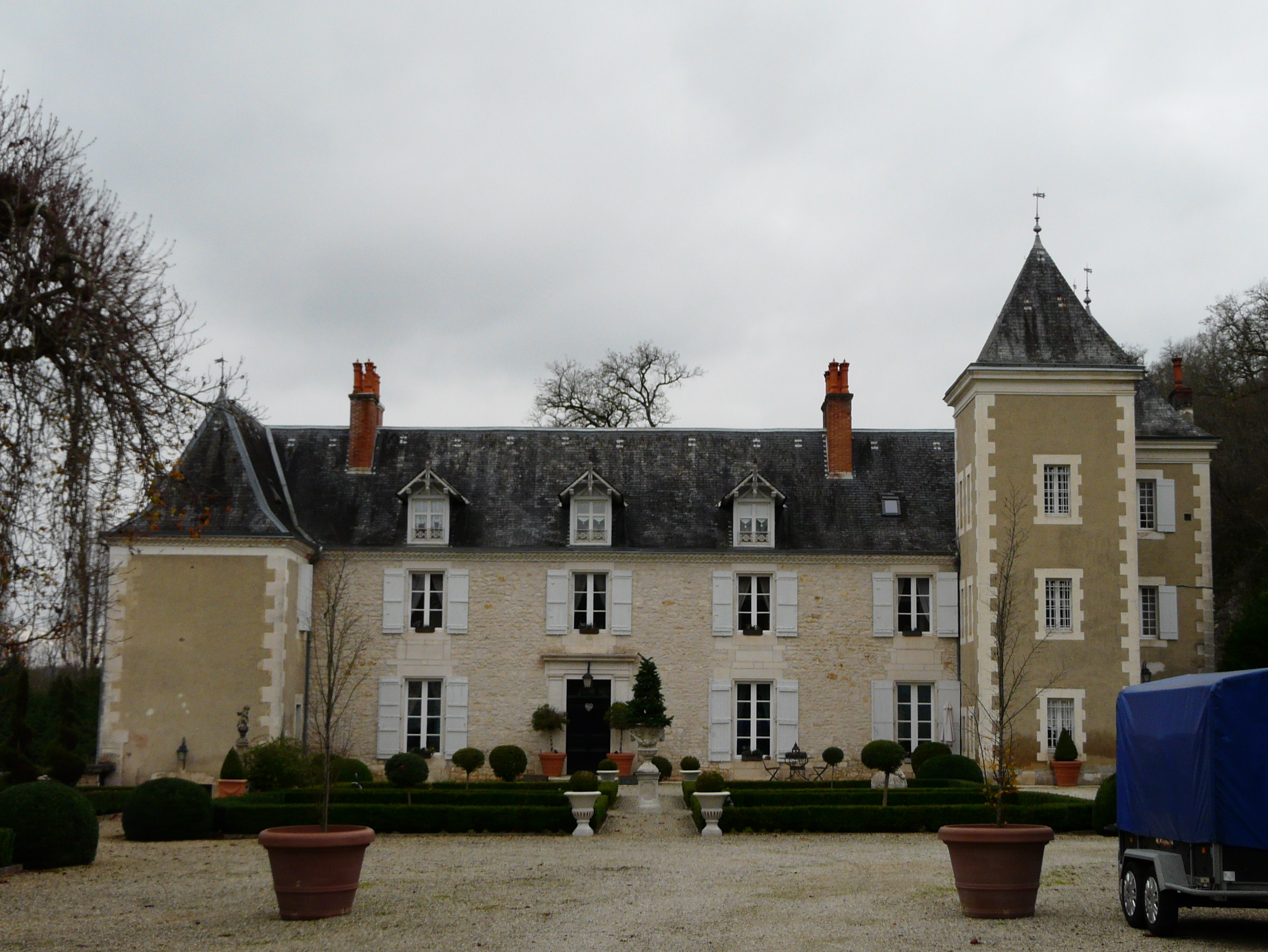
Castel de Puy-ol-Faure
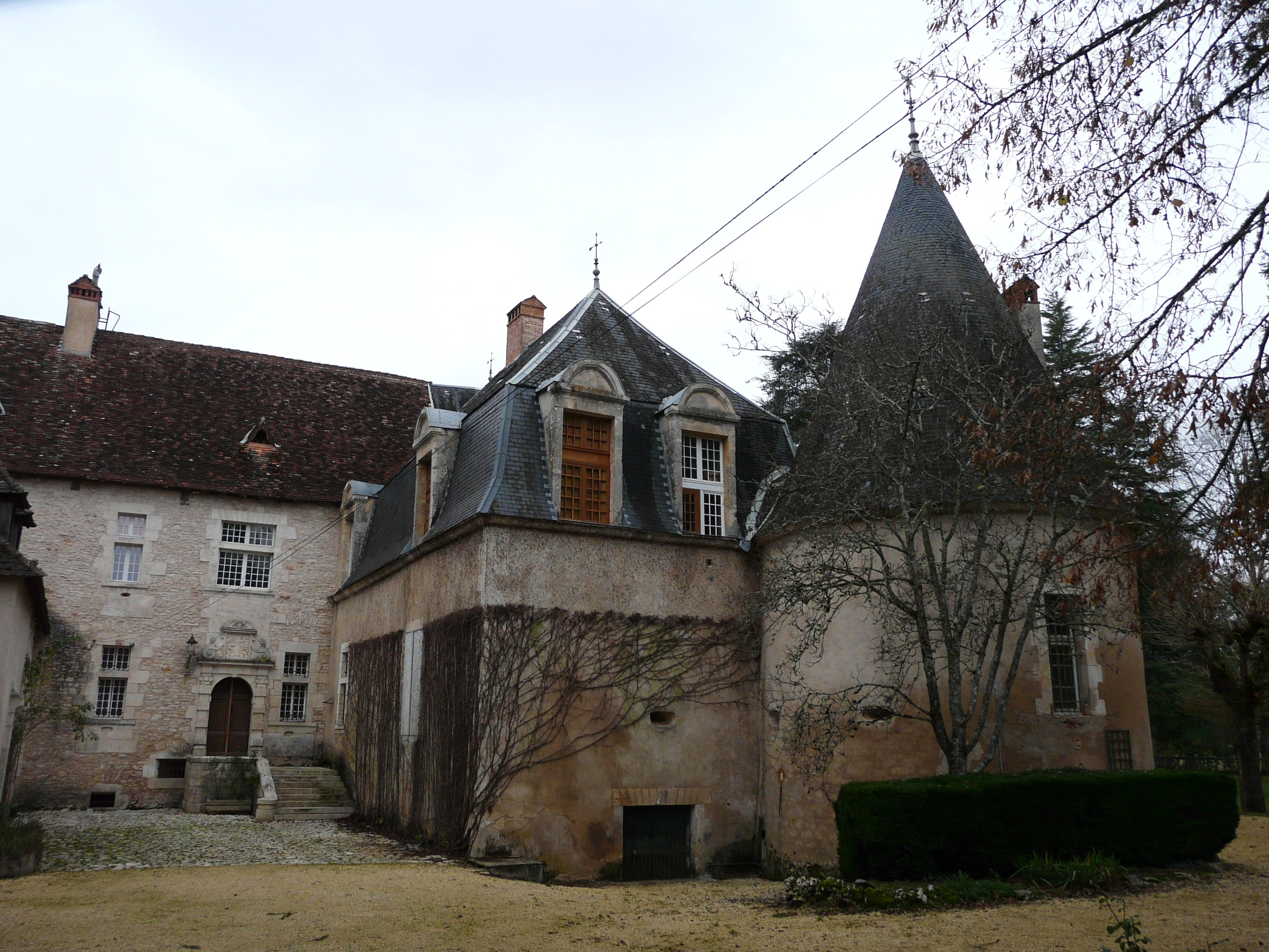
Château de la Sudrie
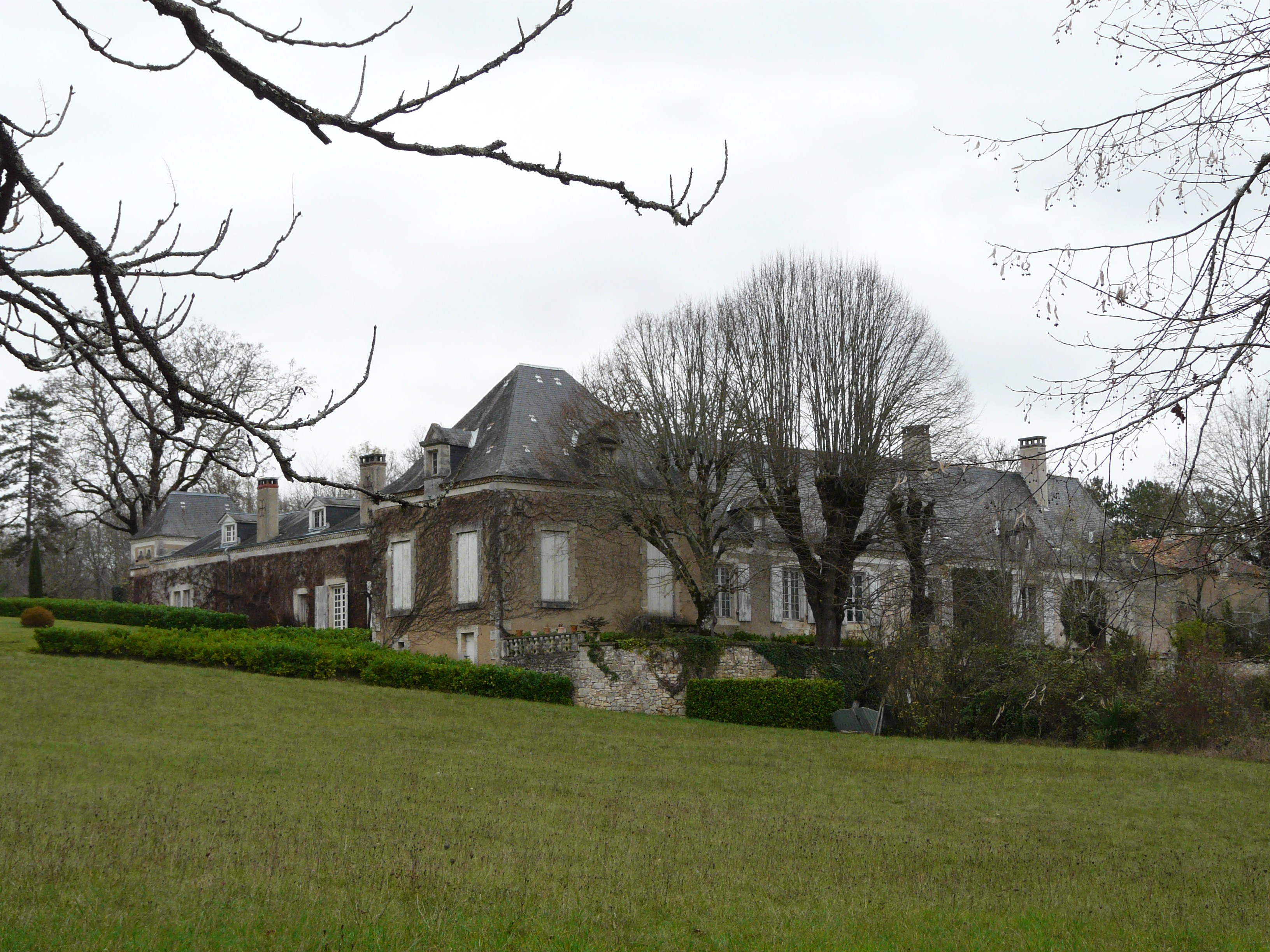
Chartreuse du Maine
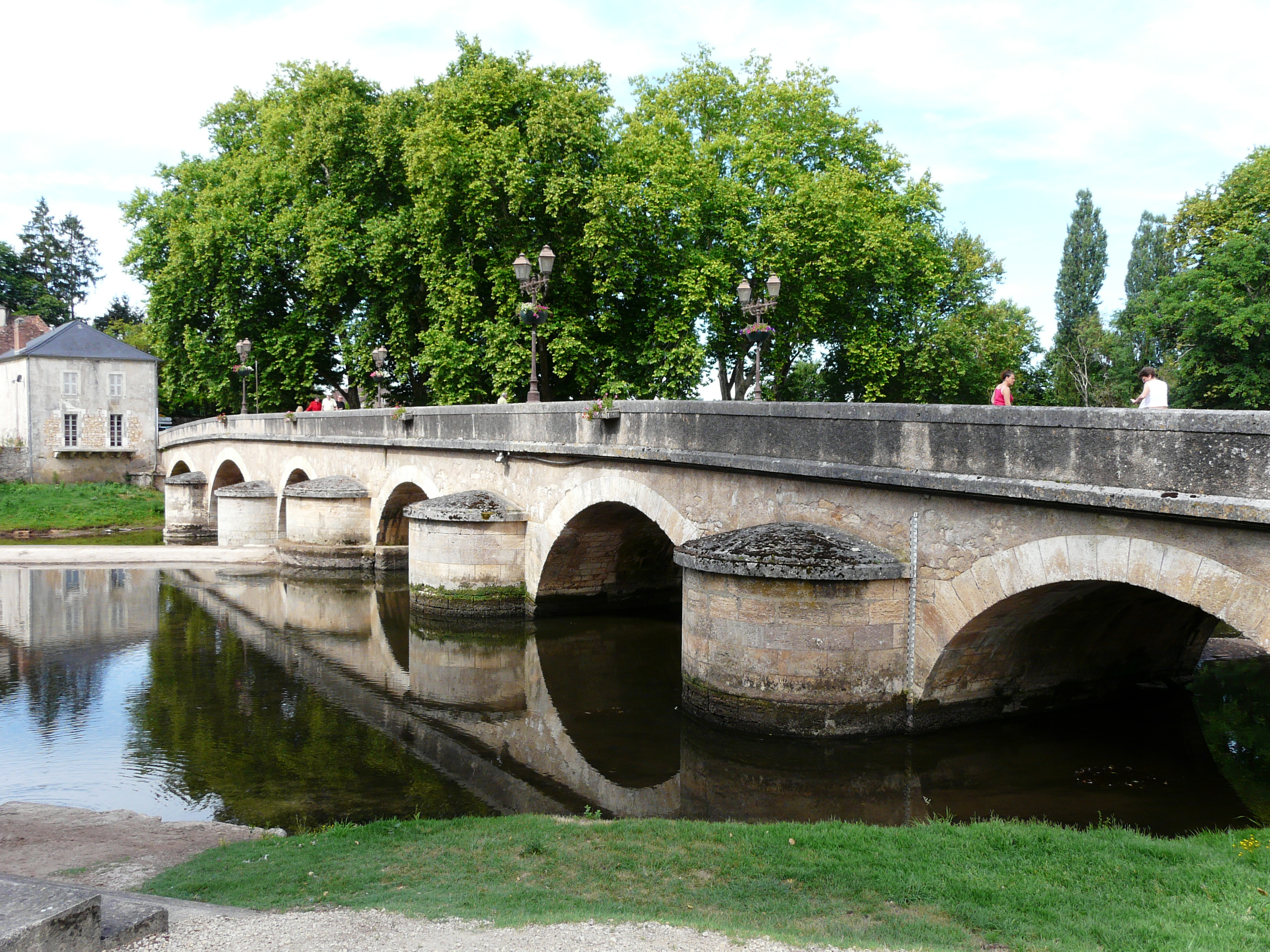
Brücke über den Auvézère

La Boissière-d'Ans
- Die Église Saint-Martin stammt in wesentlichen Teilen noch aus dem Mittelalter, doch wurde sie im 19. Jahrhundert gründlich modernisiert.
- Das Château des Brouillets gehörte zeitweise Jeanne d’Albret, der Mutter Heinrichs IV.
- Etwas außerhalb beim Ortsteil Les Forges d’Ans stehen noch zwei Hochöfen aus dem 19. Jahrhundert.

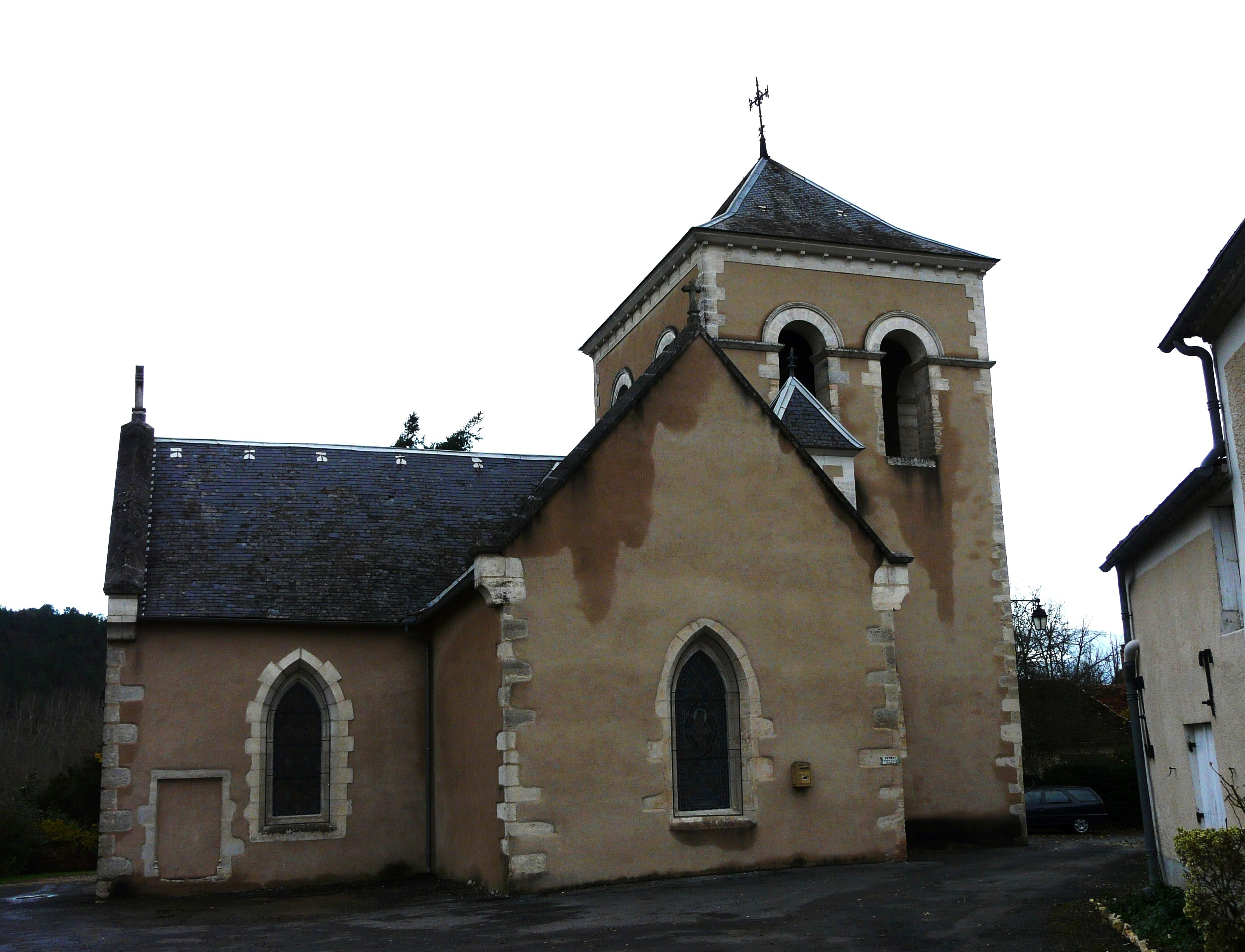
Église Saint-Martin
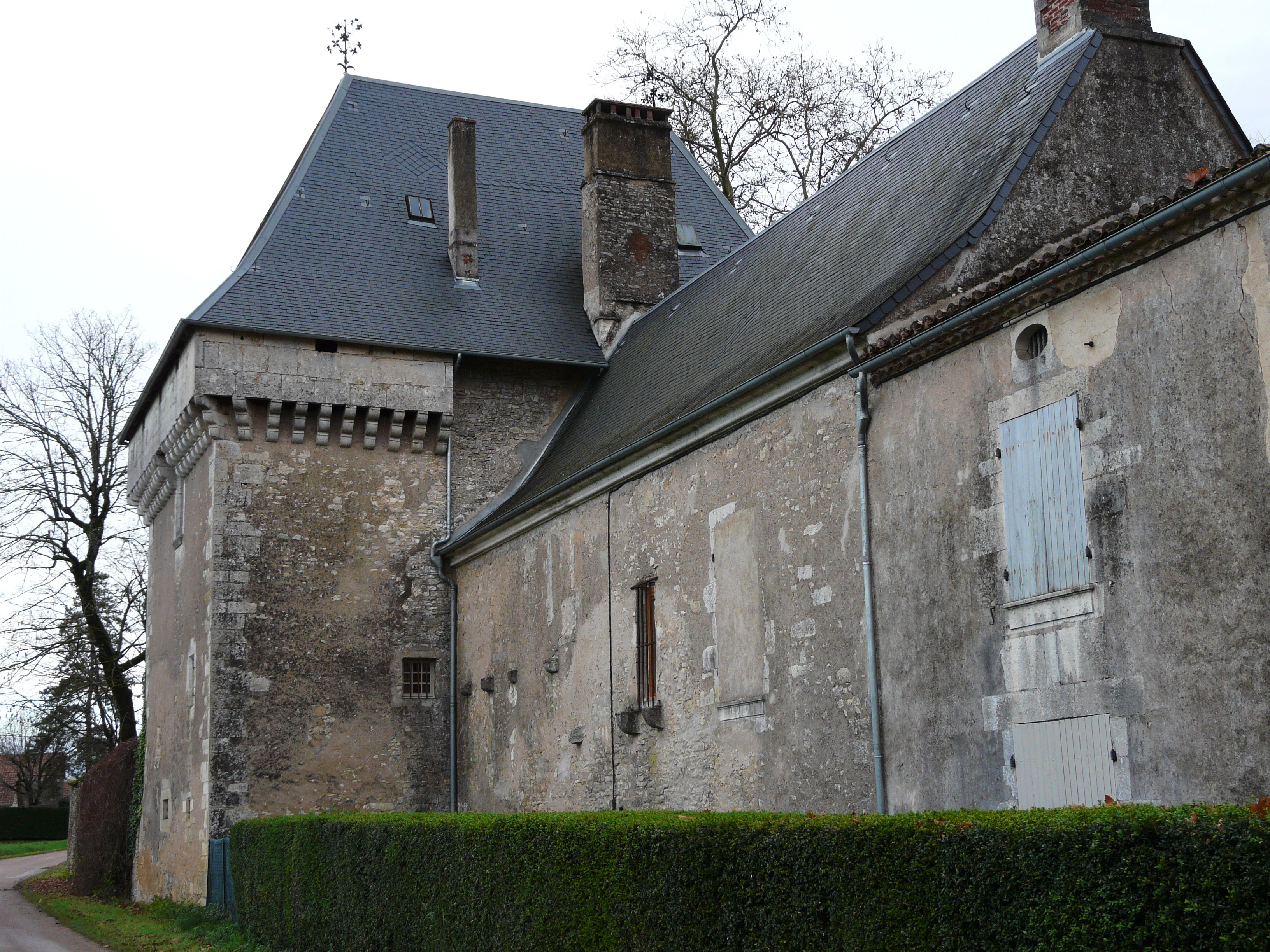
Château des Brouillets
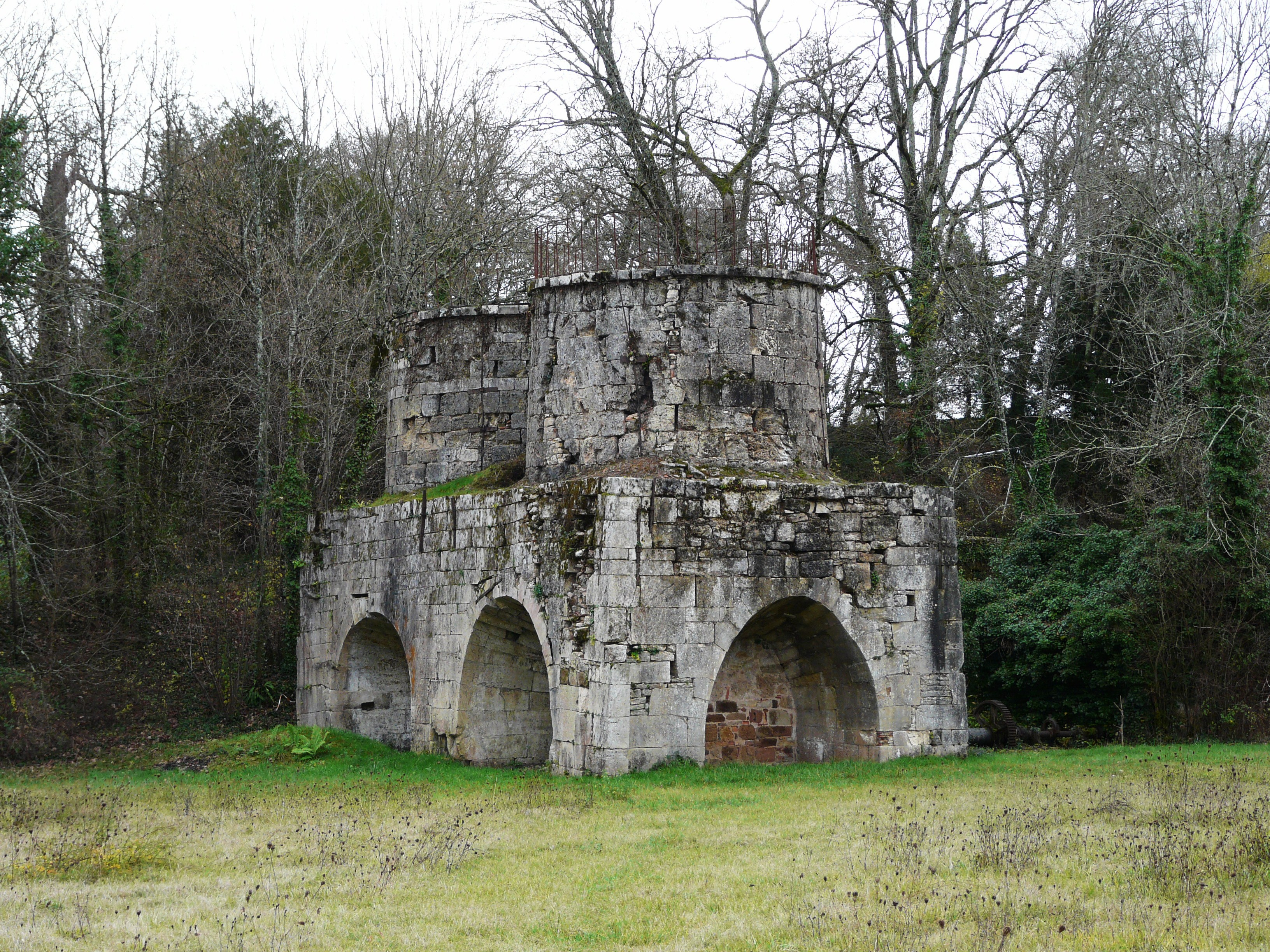
Alte Hochöfen (forges)

Saint-Pantaly-d’Ans
- Die Église Saint-Pantaléon stammt aus dem 16. Jahrhundert; sie wurde jedoch im 19. Jahrhundert modernisiert.
- Die Église Saint-Pardoux im gleichnamigen Ortsteil ist dem hl. Pardulf von Gueret geweiht.
- Das im 15. Jahrhundert erbaute Château de Marqueyssac liegt in Ruinen.
- In der Nähe liegt die aus dem 19. Jahrhundert stammende Chartreuse de Marqueyssac.

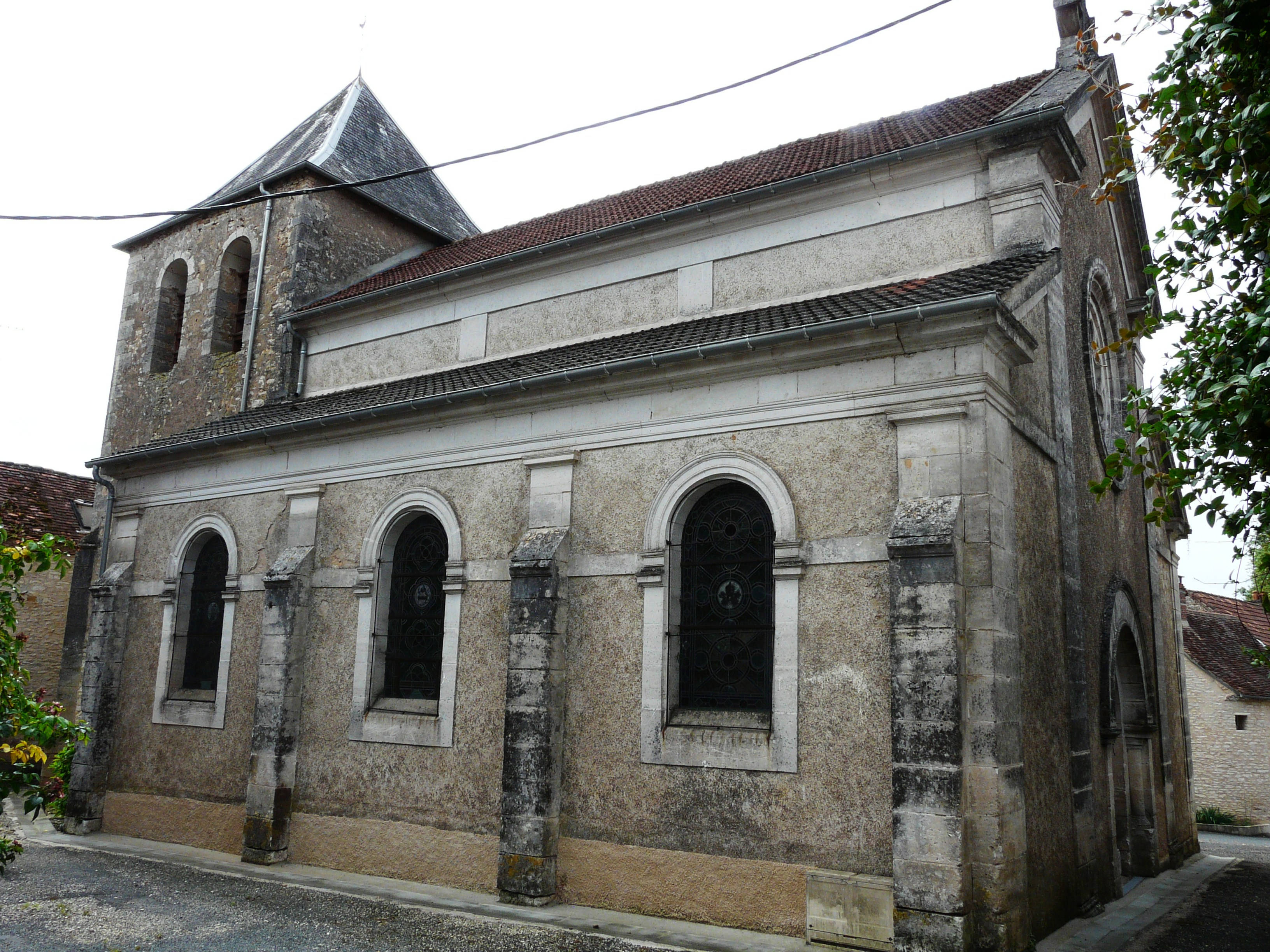
Église Saint-Pantaléon
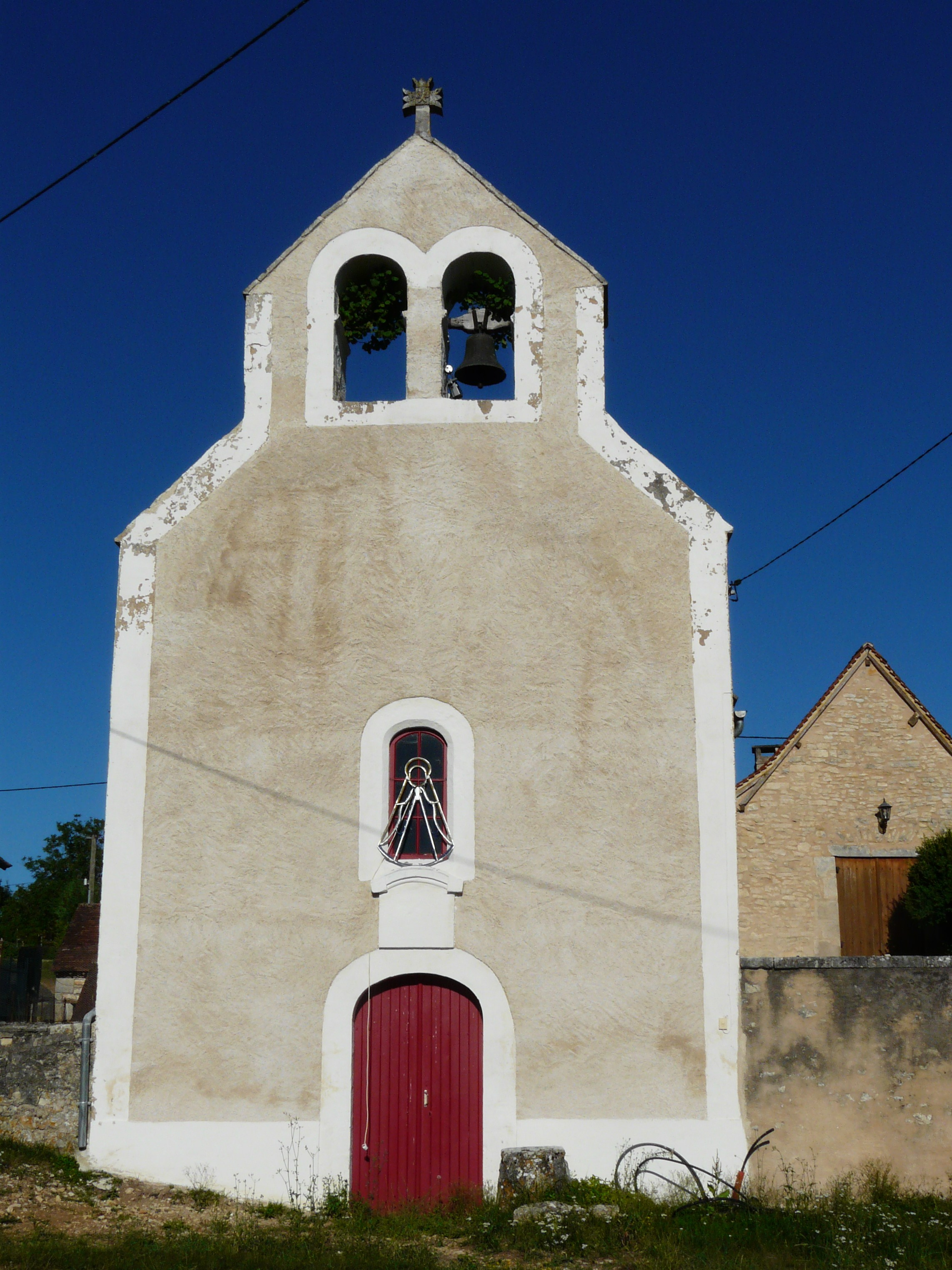
Église Saint-Pardoux
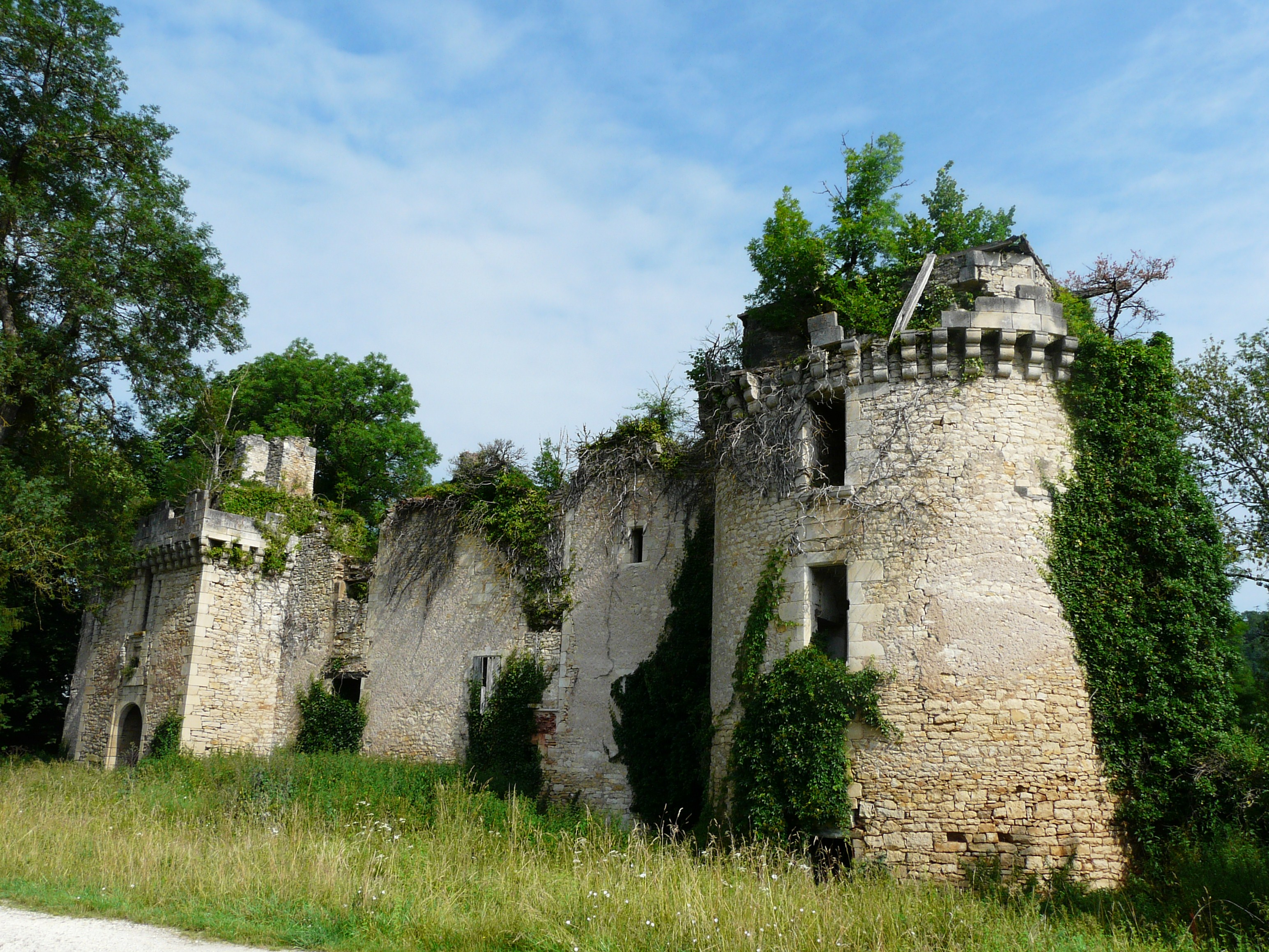
Ruinen des Château de Marqueyssac
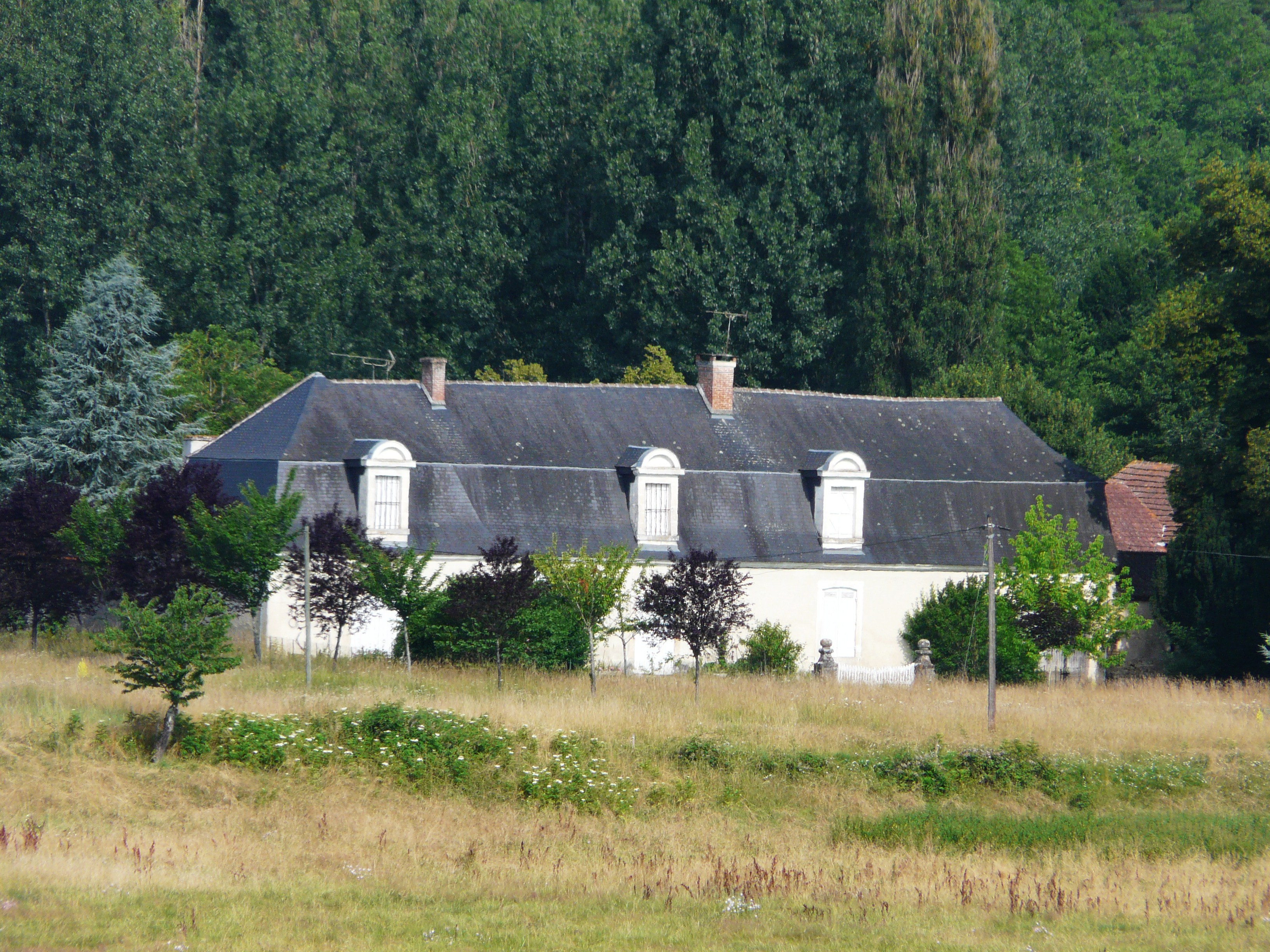
Chartreuse de Marqueyssac